# Sus celebensis
Il cinghiale dalle verruche di Celebes (Sus celebensis), detto anche cinghiale dalle verruche di Sulawesi o semplicemente cinghiale di Sulawesi, è un membro selvatico della famiglia dei Suidi diffuso in Indonesia: il suo areale originario comprendeva solamente Sulawesi e alcune piccole isole circostanti, ma è stato introdotto sulle isole di Halmahera e Simeulue e, forse, anche su Flores (sottospecie floresianus o heureni) e su Timor (sottospecie timoriensis).

## Dimensioni e aspetto
Di dimensioni medio-piccole (attorno al metro di lunghezza, 70 cm al massimo di altezza al garrese, poco più di 50 kg di peso), presenta un manto solitamente nerastro, con spruzzi di peli gialli o bianchi; non mancano tuttavia esemplari dal pelo bruno-rossiccio o anche giallo. Il grugno è circondato da una caratteristica banda gialla; gialla tende a divenire anche la zona ventrale, man mano che l'animale invecchia. Le zampe sono piuttosto tozze rispetto al corpo, mentre il quarto posteriore del corpo è leggermente ingobbito; il muso è abbastanza lungo e sottile e nei maschi adulti sono presenti tre paia di verruche. La coda è dritta e presenta un ciuffo di peli alla fine; un ciuffo nero è presente anche fra le orecchie.

## Biologia
Colonizza la maggior parte degli habitat, preferendo le zone aperte della foresta ad altitudini non eccessivamente elevate.
Ha abitudini principalmente diurne: la ricerca del cibo si concentra nelle prime ore del mattino o nel tardo pomeriggio. Si nutre di frutta, foglie, radici ed insetti. Nei luoghi in cui l'areale di questa specie si sovrappone a quello di altre specie, risulta facile trovare ibridi, in particolare col cinghiale e col maiale domestico.

## Riproduzione
L'accoppiamento può avvenire durante tutto l'anno, anche se si hanno picchi delle nascite attorno al mese di maggio. La gestazione dura fra i quattro ed i cinque mesi; i cuccioli, solitamente 3 (anche se sono stati documentati parti di 8 cuccioli), nascono in grosse tane costruite dalla femmina, che allo scopo accumula residui vegetali in una buca nel terreno. Appena nati, i cuccioli presentano le caratteristiche strisce orizzontali sul corpo, che vengono perse attorno ai 6 mesi d'età.

## Conservazione
Classificata dalla IUCN come specie prossima alla minaccia, la specie viene abitualmente cacciata dagli abitanti dell'isola, che ne traggono nutrimento. Per il resto, su Sulawesi i grossi predatori sono del tutto assenti.